# Richard Duncan
Richard Duncan, född 25 december 1973, är en friidrottare från Kanada. Han deltog vid olympiska sommarspelen 1996 och olympiska sommarspelen 2000.